# Cicurina ubicki
Cicurina ubicki là một loài nhện trong họ Dictynidae.
Loài này thuộc chi Cicurina. Cicurina ubicki được Willis J. Gertsch miêu tả năm 1992.